# Sergentomyia babu
Sergentomyia babu är en tvåvingeart som först beskrevs av Annandale 1910.  Sergentomyia babu ingår i släktet Sergentomyia och familjen fjärilsmyggor. Inga underarter finns listade i Catalogue of Life.
Arten har hittats i delar av Asien.